# Jevhenyij Olekszandrovics Makarenko
Jevhenyij Olekszandrovics Makarenko (ukránul: Євгеній Олександрович Макаренко; Kijev, 1991. március 21. –) ukrán válogatott labdarúgó, középpályás, a MOL Fehérvár játékosa.

## Pályafutása

### Klubcsapatokban
Szülővárosában, a Dinamo Kijev akadémiáján kezdte pályafutását. Kezdetekben leginkább támadóként vették számításba, később azonban középpályásként szerepelt a különböző korosztályos csapatokban. 2010. július 18-án debütált a kijeviek tartalékcsapatában, amely az ukrán másodosztályban szerepelt. Miután Andrij Huszin lett a Dinamo II vezetőedzője, Makarenko is egyre több játéklehetőséget kapott, majd idővel a csapat alapembere lett. 2012 nyarán kölcsönbe került az ungvári Hoverla Uzshorodhoz, ahol bemutatkozhatott az ukrán élvonalban. 2013. április 14-én, a Metalurh Zaporizzsja ellen szerezte első gólját a Premjer League-ben.
Kölcsönszerződése lejárta után visszatért a Dinamo Kijevhez, ahol ezt követően már az első csapatnál számítottak a játékára. 2013. augusztus 18-án, a bajnokság 5. fordulójában lépett pályára először a klub színeiben hivatalos tétmérkőzésen szimferopoli Tavrija ellen. Szeptember 22-én, a Karpati Lviv ellen volt először a kezdőcsapat tagja.
2013. október 24-én az Európa-ligában is bemutatkozott a svájci FC Thun elleni csoportmérkőzésen. 2014. április 24-én lőtte első gólját a Dinamóban egy Csornomorec Odesza elleni 1-1-es bajnokin. 2014. május 11-én piros kapott kapott a Mariupol elleni bajnoki 13. percében, amivel a Dinamo történetében a leggyorsabban kiállított játékos lett. 2014. május 15-én a kezdőcsapat tagjaként lépett pályára az Ukrán Kupa döntőjében, ahol csapata 2-1-re legyőzte a Sahtar Donyeck együttesét. A 2016 végén szabadon igazolható játékosként távozott a klubtól, miután lejárt a szerződése, amelyet a Dinamo nem hosszabbított meg.
2017. augusztus 2-án vált hivatalossá, hogy Belgiumba, a Kortrijkban folytatja pályafutását. Alapembere lett a csapatnak, amelynek színeiben 33 bajnokin lépett pályára. 2018 áprilisában az Anderlecht hivatalos honlapján jelentette be, hogy Makarenko a következő szezontól a brüsszeli csapat játékosa lesz. Az Anderlechtben húsz tétmérkőzésen kétszer volt eredményes, egy szezon erejéig pedig kölcsönben visszatért a Kortijkhoz. 2021 nyarán a MOL Fehérvár szerződtette le az ukrán középpályást.

### A válogatottban
Az ukrán válogatottban 2014. március 5 -én, az Egyesült Államok elleni 2–0-s győzelem alkalmával mutatkozott be, de 2018 után, Andrij Sevcsenko irányítása alatt lett a nemzeti csapat keretének állandó tagja. Részt vett a 2021-ben megrendezett Európa-bajnokságon, ahol két mérkőzésen lépett pályára.

## Sikerei, díjai
Dinamo Kijev
- Ukrán bajnok: 2014–15, 2015–16
- Ukrán Kupa-győztes: 2013–14, 2014–15